# Всеукраїнські з'їзди діячів і громадянства Далекого Сходу
Всеукраїнські з'їзди діячів і громадянства Далекого Сходу, або Українські Далекосхідні З'їзди — заходи, що організовувалися українським суспільством Далекого Сходу у 1917—1920 роках з метою налаштувати політичне життя українства Далекого Сходу. Протягом 1917—1920 років було організовано п'ять З'їздів. Чотири з них відбулися заплановано, а п'ятий, запланований на квітень 1920 року, відбувся у 1993 році, тобто після розпаду Радянського Союзу.

## Передумови

### Заселення українцями Далекого Сходу (1860—1905)
До XIX століття території сучасних Приморського, Хабаровського та Забайкальського країв, а також Амурської області Росії належали Китаю. Більшість населення цих земель становили китайці.

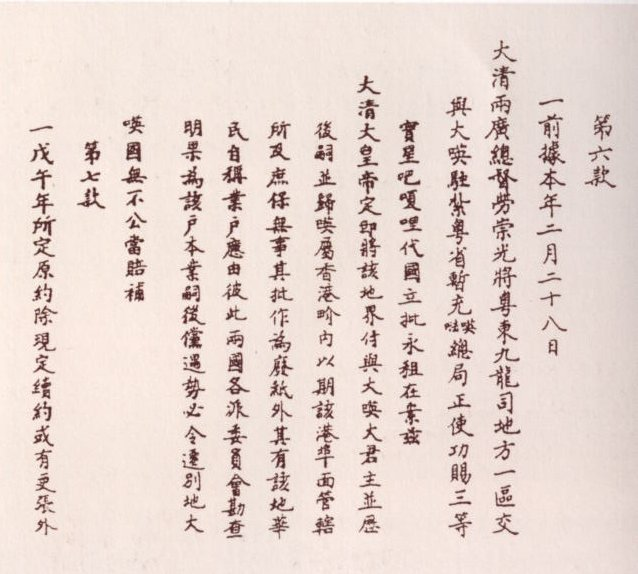
Текст Пекінського договору китайською мовою

У XIX столітті Велика Британія та Франція, що проводили політику колонізації країн Азії, вели проти Китаю дві опіумні війни. 1860 року завершилася Друга опіумна війна (1856—1860), що, як і Перша, була для Китаю невдалою. Китай зазнав поразки. Цим вирішила скористатися влада Російської імперії у власних цілях. Вона почала переговори з китайською владою про приєднання до Росії частини Маньчжурії. Таким чином, у 1860 році був підписаний Пекінський договір, за яким території нинішніх Приморського, Хабаровського, частини Забайкальського країв та Амурської області Росії ставали частиною Російської імперії.
Задля інтеграції здобутих територій російська влада проводила політику переселення представників інших народів на ці землі. Найбільше було переселено українців на ці території. Російська влада побоювалася зростанням української національної самосвідомості, через що і було прийняте таке рішення. Імперська влада сподівалася на те, що українці на нових землях асимілюються та забудуть своє походження. У 1860—1861 роках сюди прибули перші переселенці з Полтавщини. Вони вже за кілька років заснували тут перші українські поселення: Троїцьке (1863), Середнєбільське та Новотроїцьке (1864) на річці Біла (Голуба). Новоприбулим на ці землі надавали у користування земельні ділянки, що також слугувало приваблювальним чинником. Переселялися через увесь Сибір на валках, через що переселення тривало кілька років. До 1880 року на Далекому Сході було вже близько 100 тисяч переселенців.

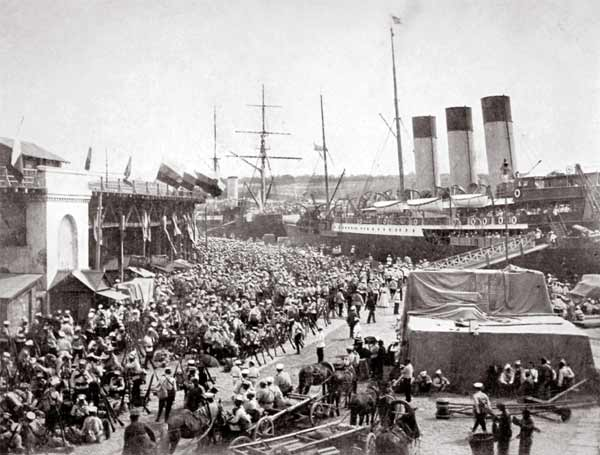
Відправлення корабля з переселенцями з порту Одеси

У 1883 році почалося переселення на морських суднах з ініціативи генерала Павла Унтерберґера. З Одеси до Владивостока відправлялись кораблі, що перевозили переселенців.
Станом на початок XX століття на Далекому Сході було майже 1 млн українців, або 50-60 % усього тамтешнього населення. Проте українською розмовляли тільки близько 39 % осіб. Різниця між відсотком представників української народності та відсотком осіб, що розмовляли українською, пояснюється процесами русифікації. Крім того, таких осіб, що під час перепису населення 1897 року ідентифікували себе як «русин» чи «козак», записували як росіян.

### Громадсько-політичне життя українців Далекого Сходу (1905—1917)
Утиски проти українців продовжувалися і на Далекому Сході. Проте вони послабилися після першої російської революції 1905—1907 років. Після цього у далекосхідних українців з'явилася змога створити власні громадські організації. Першою такою громадою була Владивостоцька студентська Українська Громада, заснована у 1907 році. 7 грудня 1907 року в Харбіні було засновано Український клуб. Крім того, існували такі українські національні організації Далекого Сходу: Український гурток, Український клуб у Владивостоці. З 1909 року українці Зеленого Клину регулярно відзначали Шевченківські дні.

### Державотворення на Далекому Сході

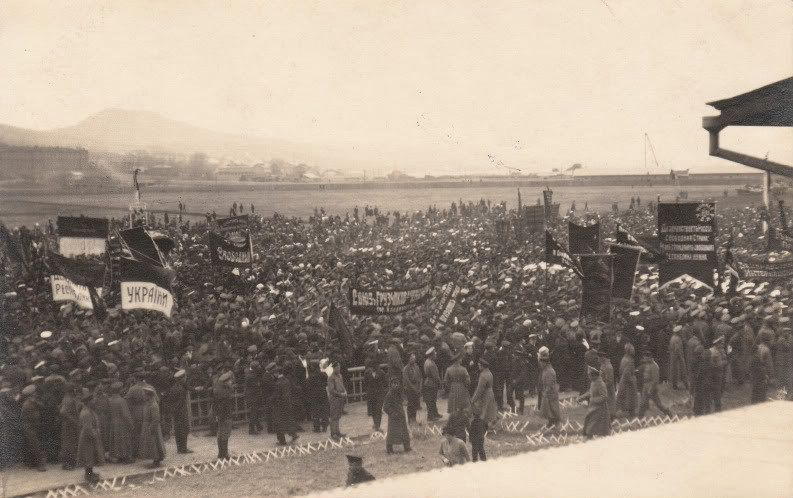
Демонстрація у Владивостоці, 1917

У лютому 1917 року у Петрограді відбулася Лютнева революція. 2 березня 1917 року Микола II, останній імператор Російської імперії, зрікся престолу. Після цього на теренах Росії почалися державотворчі процеси.
Зокрема, у Петербурзі було створено Тимчасовий Уряд. 17 березня у Києві було проголошено Українську Центральну Раду. Після цієї події 25 березня у Владивостоці було створено «Громаду», очолену Федором Стешком. Після цього на цих землях почалися державотворчі процеси. Були створені Українська Далекосхідна Крайова Рада та Український Далекосхідний Секретаріат. Крім того, їх ознаменували Українські Далекосхідні З'їзди, на яких збиралася українська еліта Далекого Сходу та розв'язувала важливі питання.

## Перший З'їзд
Перший Український Далекосхідний З'їзд відбувся у червні 1917 року у Микольську-Уссурійському. Почався він 24 червня. Його ініціювала Далекосхідна вчительська спілка, яку очолював Онисим Ступак. З'їздом керував А. Романюк. На З'їзді було вирішено надіслати до Тимчасового Уряду Росії вимогу визнати легітимність створених органів влади — Українську Далекосхідну Крайову Раду та Український Далекосхідний Секретаріат, а також українську армію на Далекому Сході. Крім того, постановою З'їзду було створено Тимчасовий Далекосхідній Український Крайовий Комітет. Його очолив Онисим Ступак, а до його складу ввійшли П. Василенко, Прокопця, І. Ігнатенко і Онисій Попович.
Однак робота Першого З'їзду не була спокійною. Одразу від початку роботи делегати з'їзду зазнавали утисків з боку російських військ. Більшовицька рада Владивостока ухвалила рішення розігнати з'їзд, котрий, на їх думку, розколював у «революційний рух». Але солдати, більша частина з яких були українцями, не виконали це рішення і надалі з'їзд відбувався спокійно.

## Другий З'їзд
Другий Всеукраїнський з'їзд почався 4 січня 1918 року в Хабаровську. Були присутні понад 50 делегатів з Приморщини, Забайкалля, Камчатки та Маньчжурії. На З'їзді гостро стояло селянське питання. Тому на нього прибули багато селян. Вони скаржилися на те, що після переселення вони отримали неродючу землю та бажали повернутися додому, в Наддніпрянщину. Для узгодження цього питання з УНР було відправлено послів до Києва. Крім селянського питання, З'їзд обрав новий склад Тимчасового Комітету. До нього ввійшли Гордій Мелашич, Гаврило Кириченко-Могила і Я. Кушнаренко.

## Третій З'їзд
Третій Всеукраїнський з'їзд почався 7 квітня 1918 року у Хабаровську. Цей з'їзд ухвалив рішення проголосити Самостійну Українську Далекосхідну Республіку. Органами влади стали Українська Далекосхідна Крайова Рада та Український Далекосхідній Секретаріат.
Крім проголошення Української Далекосхідної Республіки, Третій Всеукраїнський з'їзд розпочав створення української армії. Керувати цим процесом повинен був голова Крайового Секретаріату Юрій Глушко-Мова. Верховним командиром загонів української армії на Далекому Сході призначили полковника Слищенка. Попри докладені зусилля, було створено тільки один полк української далекосхідної армії. Полк мав ім'я українського поета та художника Тараса Григоровича Шевченка. Полк імені Т. Г. Шевченка був беззбройний, його було створено у Владивостоці у жовтні 1918 року.
Також Третій З'їзд обговорив питання адміністративно-територіального устрою українського Далекого Сходу. Землі були поділені на Українські Далекосхідні Окружні Ради. Загалом їх було десять: Благовіщенська, Свободненська, Владивостоцька, Микольськ-Уссурійська, Іманська, Хабаровська, Забайкальська, Сахалінська, Камчатська та Маньчжурська Окружні Ради.
Після Третього З'їзду Українська Далекосхідна Крайова Рада почала видавати на Далекому Сході українські паспорти.

## Четвертий З'їзд
Четвертий «Надзвичайний» Всеукраїнський з'їзд відбувся 24 жовтня 1918 року. На З'їзді було обговорено проєкт конституції українства на Далекому Сході, який був розроблений до 1 листопада того ж року та затверджений Другою сесією Української Далекосхідної Крайової Ради 30 травня 1919 року. Створення українського війська Секретаріат доручив генерал-лейтенанту Борису Хрещатицькому, учаснику війни з більшовиками в складі військ Колчака. Хрещатицький розпочав формування українських збройних формацій на станції Ехо, але адмірал Колчак заборонив формування війська, а наявну дивізію послав на боротьбу з більшовиками. Крім того, З'їзд видав «Українську декларацію народам світу» українською, французькою, англійською та російською мовами. З'їзд у цій декларації зазначив свою позицію з найактуальніших питань — про ставлення до політики більшовиків та німецької окупації України. До того ж З'їзд остаточно розв'язав селянське питання про переселення до Наддніпрянщини, поставлене на Другому З'їзді. З'їзд зазначив, що такий сценарій неможливий, адже він став би «першим історичним прикладом деколонізації, протилежним історико-соціяльним законам та шкідливим як для самих переселенців, так і для Української держави за її незакріпленого політичного ладу та слабкого державного бюджету».

## П'ятий З'їзд
П'ятий З'їзд був запланований Секретаріатом на 20 квітня 1920 року. Проте він так і не відбувся в зазначений час, оскільки генерал Леонід Вериго змушений був розпустити українські полки через погрози застосування сили від більшовиків.
Після розпаду Радянського Союзу 19 березня 1993 року П'ятий Всеукраїнський з'їзд таки відбувся у Владивостоці. З'їздом було створено об'єднання «Зелений Клин» та затверджено склад нового Секретаріату. Крім того, З'їзд надіслав до президента Росії Бориса Єльцина та органів місцевої влади звернення, метою якого були визнання та реєстрація створеного об'єднання. Проте воно так і не було зареєстроване, тому, відповідно, не змогло розгорнути свою діяльність.